# Toy Story 2
Toy Story 2 (prt: Toy Story 2: Em Busca de Woody; Toy Story 2 no Brasil) é um filme americano de animação, aventura e comédia de 1999, sendo a continuação de Toy Story (1995) e o segundo filme da franquia homônima. O filme foi dirigido por John Lasseter e escrito por Andrew Stanton, Rita Hsaio, Doug Chamberlin e Chris Webb a partir de uma história idealizada por Lasseter, Stanton, Brannon e Pete Docter. O filme foi produzido pela Pixar Animation Studios e pela Walt Disney Pictures.
Na trama do enredo, Woody é roubado por um colecionador de brinquedos, fazendo com que Buzz Lightyear e seus amigos organizem uma missão para resgatá-lo; Woody, entretanto, é tentado pela ideia de viver para sempre em um museu. Tim Allen, Tom Hanks, Don Rickles, Jim Varney, Wallace Shawn, Annie Potts, John Ratzenberger, Joe Ranft, John Morris e Laurie Metcalf repetiram os papeis do primeiro filme, enquanto Joan Cusack, Jodi Benson, Kelsey Grammer, Estelle Harris e Wayne Knight introduzem novos personagens.
A Disney inicialmente imaginou Toy Story 2 como uma continuação a ser lançada diretamente em vídeo. A produção do filme começou em um prédio separado da Pixar e, de início, contou com poucos animadores, visto que foi então um projeto de menor importância e que a maioria da então-atual equipe principal do estúdio trabalhava em A Bug's Life (1998). Mas, quando o projeto se mostrou promissor, os executivos da Disney mudaram de ideia e decidiram que o filme seria lançado nos cinemas. A Pixar, no entanto, estava insatisfeita com a qualidade da obra naquela ocasião. Lasseter e a equipe criativa reconstruíram todo o enredo em um único fim de semana. Apesar de o desenvolvimento da maioria dos longas-metragens do estúdio levar vários anos, o adiamento da data de lançamento não foi concretizado e a Disney determinou nove meses até a produção de Toy Story 2 ser finalizada, levando a equipe de profissionais da Pixar a trabalhar sob intensa pressão. As dificuldades de produção (entre elas a perda acidental de aproximadamente todos os dados do filme dos computadores da Pixar) levaram Toy Story 2 a ser lançado nos cinemas mundiais.
O filme foi lançado nos Estados Unidos em 24 de novembro de 1999. É um dos filmes de maior bilheteria de 1999, lucrando mais de 497 milhões de dólares mundialmente, superando o lucro de seu antecessor. O filme (assim como o antecessor) recebeu aclamação dos críticos (com um raro percentual de 100% de aprovação no site Rotten Tomatoes). Considerado pela maioria dos críticos especializados como uma das poucas continuações cinematográficas que superam o filme original, o filme é frequentemente mencionado nas listas de melhores filmes de animação de todos os tempos.
O filme foi re-lançado nos cinemas 3D em outubro de 2009 (10 anos depois do lançamento original) concorrentemente com a versão 3D de Toy Story. O filme foi lançado por DVD em 2005. Em 2008, o filme foi lançando em um collection pack simultâneo com outros filmes antigos da Disney.
Um terceiro filme, Toy Story 3, foi lançado em 2010 e também foi um sucesso comercial e de crítica, e um quarto filme, Toy Story 4, foi lançado em 2019.

## Enredo
4 anos após Toy Story, Andy vai passar férias em um acampamento, para o qual pretende levar Woody. Entretanto, ao brincar com Woody e Buzz Lightyear, o garoto acidentalmente rasga o braço do caubói de pano. Woody é colocado em uma prateleira e o menino parte sem ele. No dia seguinte, depois de ter um pesadelo no qual é jogado fora, o caubói encontra Wheezy, um pinguim de borracha que está abandonado há meses por estar com seu apito quebrado. A mãe de Andy coloca Wheezy em uma venda de usados e Woody o resgata, mas acaba sendo roubado por um ganancioso colecionador de brinquedos. Os outros brinquedos descobrem que o ladrão é Al McWhiggin, dono da conhecida loja Celeiro de Brinquedos do Al. Buzz, Porquinho, Sr. Cabeça de Batata, Slinky e Rex vão ao resgate de Woody.
No apartamento de Al, Woody descobre que é um boneco raro derivado de um programa de TV dos anos 1950 chamado O Rodeio do Woody. Ele conhece a vaqueira Jessie, o cavalo Bala no Alvo e Mineiro (Pete Fedido), junto dos quais será vendido para um museu de brinquedos no Japão. Enquanto os outros não veem a hora de partir, Woody pretende voltar para Andy. Pete Fedido explica que o museu só se interessa pela coleção se ela estiver completa e, sem Woody, eles serão devolvidos ao depósito.

Jessie, Mineiro e Bala no Alvo – a turma do Rodeio do Woody – tentam convencer o caubói a juntar-se a eles e viver para sempre num museu

O braço de Woody é completamente arrancado e ele tenta recuperá-lo e escapar enquanto Al está dormindo, mas sua tentativa de fuga é frustrada quando o aparelho de televisão é ligado e o colecionador acorda. O caubói culpa Jessie, ao encontrar o controle remoto na frente dela. Na manhã seguinte, o braço dele é consertado por um especialista em conserto de brinquedos. Woody descobre que Jessie também já teve uma dona, Emily, que posteriormente a abandonou e a entregou para doação. Pete Fedido alerta Woody que o mesmo destino o aguarda quando Andy crescer, enquanto que no museu eles durarão para sempre. Woody decide ir para o Japão.
Enquanto isso, Buzz e seus amigos chegam à loja de Al. Buzz aciona um outro boneco Buzz, o qual não tem noção que é um brinquedo e prende o "verdadeiro" Buzz em uma caixa de papelão vazia. O boneco da loja se junta a Slinky e aos outros brinquedos, que o confundem com o Buzz que conhecem. Depois de descobrir o plano de Al, eles se dirigem ao apartamento dele, ao passo que o Buzz de Andy os segue e, acidentalmente, liberta um brinquedo do imperador Zurg, que passa a persegui-lo com a intenção de destruí-lo. Os brinquedos encontram Woody, Buzz junta-se a eles e prova ser o "verdadeiro" Buzz, mas o caubói se recusa a voltar para casa.
Buzz lembra Woody que o verdadeiro propósito de um brinquedo é ser amado por uma criança, algo que ele nunca experimentaria em um museu, onde ficaria para sempre sendo apenas observado por visitantes. Depois de ver um menino brincar com ele no Rodeio do Woody, o caubói muda de ideia e pede para a turma do Rodeio voltar para casa com ele e os brinquedos de Andy. No entanto, Pete Fedido, que nunca foi amado e quer ir de qualquer maneira para o Japão, os impede, mantendo-os presos no apartamento. Neste momento, Al retorna, coloca a turma em uma mala e se dirige ao aeroporto.
Os brinquedos de Andy saem à procura de Al, mas são apanhados por Zurg, que luta contra o "outro" Buzz e se revela o pai deste. Rex derruba Zurg de um elevador. O "outro" Buzz decide ficar para trás com Zurg. Acompanhados de três alienígenas de borracha, os brinquedos de Andy roubam um carro de entregas do restaurante Pizza Planet e seguem para o aeroporto, onde entram no sistema de tratamento de bagagens e encontram a mala de Al. Pete Fedido rasga o braço de Woody durante uma luta, mas os brinquedos de Andy o colocam na mochila de uma garotinha. Eles libertam Bala no Alvo, mas Jessie continua presa na mala e acaba no avião com destino ao Japão. Woody, Buzz e Bala no Alvo resgatam Jessie; em seguida, os brinquedos conseguem voltar para casa.
Ao retornar do acampamento, Andy encontra Jessie, Bala no Alvo e os alienígenas e os aceita como seus novos brinquedos. Então, o garoto costura o braço rasgado de Woody. Al está chateado por não ter vendido a turma do Rodeio, ao passo que Wheezy revela que seu apito também foi consertado e agora ele consegue até cantar. Woody diz a Buzz não estar mais preocupado por Andy crescer e eventualmente deixar de brincar com ele, pois quando isso acontecer, eles ainda terão um ao outro como companhia.

## Elenco
- Tom Hanks como Woody, um caubói de brinquedo que é roubado por Al McWhiggin em uma venda de usados, descobre ser um raro colecionável derivado de um antigo programa televisivo infantil chamado O Rodeio do Woody (em inglês, Woody's Roundup) e conhece Jessie, Bala no Alvo e Pete Fedido — os outros integrantes da turma do Rodeio. Ele descobre que está prestes a ser vendido para um museu no Japão juntamente com o trio, o que o deixa confuso e o leva a questionar sua própria existência, "seja como o favorito de Andy, um brinquedo destinado ao lixo ou um cobiçado item de coleção".[21] No Brasil, Marco Ribeiro[22] e Miguel Ângelo em Portugal.[23][24]
- Tim Allen como Buzz Lightyear, o brinquedo espacial que terá de resgatar seu melhor amigo Woddy, que foi roubado pelo ganancioso Al; Buzz se vê em uma situação irônica quando precisa explicar para outros brinquedos da vitrine de uma loja que eles são "apenas brinquedos", algo de que ele mesmo não tinha noção no primeiro filme.[21] No Brasil, Guilherme Briggs[25] e Paulo B. em Portugal.
- Joan Cusack como Jessie, uma boneca vaqueira mal-humorada e apaixonada por iodelei;[26] ela está prestes a ser vendida para o Japão junto com Pete Fedido, Bala no Alvo e Woody, de quem se torna melhor amiga. Após ter sido doada para a caridade por sua primeira dona, ficou presa por anos em uma caixa de armazenamento, o que a deixou muito sensibilizada com a ideia de ser abandonada por uma criança.[21] No Brasil, Mabel Cezar[27] e Carmen Santos em Portugal.
- Kelsey Grammer como Mineiro (em inglês, The Prospector), um boneco em forma de minerador idoso que, junto de Woody, Jessie e Bala no Alvo, está prestes a ser vendido para um museu japonês; ele passou a ter uma personalidade amarga após passar anos em uma prateleira de loja e vê no museu a única oportunidade de ser admirado em sua vida. Também conhecido como Pete Fedido (Stinky Pete, em inglês e PT-PT).[21] No Brasil, José Santa Cruz[28] e Pedro Pinheiro em Portugal.

- Don Rickles como Sr. Cabeça de Batata (em inglês, Mr. Potato Head), o clássico brinquedo desmontável da Hasbro que ajuda seus amigos na missão de resgate a Woody. Após ganhar uma companheira, a Sra. Cabeça de Batata, da qual recebeu o apelido de "batata doce", tornou-se carinhoso e superprotetor.[21] No Brasil, Alfredo Martins[29] e José Raposo em Portugal.[30]
- Estelle Harris como Sra. Cabeça de Batata (em inglês, Mrs. Potato Head), a companheira do Sr. Cabeça de Batata.[21] No Brasil, Carmen Sheila[31] e Cucha Carvalheiro em Portugal.[32]
- Jim Varney como Slinky, um cão de brinquedo com corpo de mola que ajuda seus amigos a resgatarem Woody das mãos de Al.[21] No Brasil, Francisco José e Carlos Macedo em Portugal.
- Wallace Shawn como Rex, um tiranossauro verde de plástico que ajuda Buzz e seus amigos durante a missão de resgate a Woody.[21] No Brasil, Marco Antônio Costa[33] e André Maia em Portugal.
- John Ratzenberger como Porquinho (em inglês e PT-PT, Hamm), um porco-cofrinho que ajuda Buzz e seus amigos a resgatar Woody.[21] No Brasil, Renato Rosenberg e Carlos Freixo em Portugal.[34]
- R. Lee Ermey como Sargento (em inglês Sarge), o líder de um exército de soldadinhos de plástico pertencente a Andy.[21] No Brasil, Carlos Seidl[35] e Peter Michael em Portugal.
- Annie Potts como Betty (em inglês e PT-PT, Bo Peep), uma pastora de porcelana e interesse romântico de Woody.[21] No Brasil, Telma da Costa[36] e Teresa Sobral em Portugal.
- Jodi Benson como Barbie,[21] um exemplar da famosa boneca da Mattel que recepciona Rex, Porquinho, Sr. Cabeça de Batata e Slinky e os guia pelos corredores e prateleiras da loja de Al. No Brasil, Fabíola Giardino e Carla de Sá em Portugal.
- Wayne Knight como Al McWhiggin, o ardiloso proprietário da loja Celeiro de Brinquedos do Al (em inglês, Al's Toy Barn), que rouba Woody por este ser o último item que faltava em sua coleção de brinquedos da turma do Rodeio; assim, ele poderá realizar seu sonho de vender tais colecionáveis valiosos para um museu em Tóquio.[21] No Brasil, Mauro Ramos[37] e Rui Paulo em Portugal.
- John Morris como Andy, o dono de Woody, Buzz e dos demais brinquedos do grupo principal. Ele vai passar férias no "Acampamento Caubói", deixando seus brinquedos sozinhos por um tempo.[21] No Brasil, Rodrigo Antas e Luis Lucena em Portugal.
- Laurie Metcalf como Sra. Davis, a mãe de Andy;[21] ela coloca Woody em uma prateleira após o braço do mesmo ter sido rasgado e diz a Andy que os brinquedos não duram para sempre, o que se torna o ponto crucial do dilema pessoal de Woody ao longo do filme.[18] No Brasil, Sheila Dorfman[38] e Luísa Salgueiro em Portugal.
- Jonathan Harris como o Restaurador,[21] um idoso reparador de brinquedos, chamado por Al para consertar Woody; curiosamente, é o mesmo personagem do curta-metragem Geri's Game.[39] No Brasil, Miguel Rosenberg[carece de fontes?] e Alfredo Brito em Portugal.
- Joe Ranft como Wheezy, um velho e quebrado pinguim de brinquedo que foi relegado a uma prateleira empoeirada no quarto de Andy; Wheezy faz uma grande amizade com Woody, que arrisca a própria vida e a integridade física para ajudá-lo.[21] No Brasil, Claudio Galvan[40] (com Marcelo Coutinho cantando); e Peter Michael em Portugal.
- Andrew Stanton como Imperador Zurg (em inglês, Emperor Zurg), uma figura de ação acidentalmente ativada que é "inabalável em sua missão de destruir seu inimigo Buzz Lightyear".[21] No Brasil, Renato Rabello[41] e Rui Braz em Portugal.
- Jeff Pidgeon como Aliens,[21] três pequenos alienígenas verdes de brinquedos do restaurante Pizza Planet que acabam acompanhando o Sr. Cabeça de Batata e seus amigos durante a missão de resgate a Woody. No Brasil, Claudio Galvan[40] e Peter Michael, Carla de Sá e Rui Braz em Portugal.

## Produção

### Desenvolvimento
As primeiras especulações sobre uma sequência de Toy Story surgiram cerca de um mês depois do lançamento do filme, em dezembro de 1995. Poucos dias depois da estreia da obra original, Lasseter estava viajando com sua família quando encontrou um menino segurando um boneco de Woody em um aeroporto. O diretor relatou que ficou profundamente tocado com o contentamento que o garoto demonstrava ao mostrar o boneco ao pai. Lasseter percebeu que seu personagem já não pertencia apenas a si, mas também aos outros. Essa lembrança foi um fator determinante para a produção de Toy Story 2, levando o profissional da animação a querer criar mais um grande filme para aquela criança e para todo o público que amava os personagens.
Ed Catmull, Lasseter e Ralph Guggenheim visitaram Joe Roth, sucessor do recém-demitido Jeffrey Katzenberg como presidente do Walt Disney Studios, pouco depois. Roth ficou satisfeito e abraçou a ideia de uma continuação. O estúdio havia começado recentemente a fazer sequências diretamente em vídeo de seus longas-metragens de sucesso, e Roth queria produzir a sequência de Toy Story dessa maneira também. Lançamentos anteriores, como a sequência de Aladdin, The Return of Jafar (1994), renderam para a empresa cerca de 100 milhões de dólares em lucros.
A princípio, tudo a respeito da sequência era incerto: se Tom Hanks e Tim Allen estariam disponíveis a retornar, qual seria a premissa da história ou mesmo se o filme seria animado por computador pela Pixar ou tradicionalmente desenhado à mão pelo Walt Disney Feature Animation. Lasseter viu no projeto uma oportunidade de preparar novos talentos para a direção, uma vez que os principais envolvidos no primeiro longa já estavam trabalhando em outros projetos (Andrew Stanton seria codiretor de A Bug's Life e Pete Docter dirigiria o que acabaria se tornando Monsters, Inc.). Assim, Lasseter voltou-se para Ash Brannon, um jovem diretor de animação que havia participado da produção de Toy Story e cujo trabalho ele admirava. Brannon, formado pela CalArts, juntara-se à equipe de Toy Story em 1993. A Disney e a Pixar anunciaram oficialmente a sequência em um comunicado de imprensa em 12 de março de 1997.

### Roteiro
A intenção de Lasseter com a sequência era respeitar o filme original e recriar o mundo nele apresentado. A história surgiu quando ele imaginou o que um brinquedo acharia perturbador, como ele se sentiria se uma criança não brincasse com ele ou, pior ainda, se ela o abandonasse depois de crescer. Brannon sugeriu a ideia de uma venda de usados na qual um colecionador de brinquedos reconheceria Woody como um artefato raro. O conceito de Woody como item de uma coleção originou-se do rascunho do roteiro de A Tin Toy Christmas, um especial original de meia hora lançado pela Pixar para a Disney em 1990. O obsessivo colecionador Al McWhiggin, que aparecera numa das primeiras versões do roteiro de Toy Story e foi posteriormente eliminado, foi inserido no enredo da continuação. Lasseter afirmou que inspirou-se em si mesmo para criar Al.
Os personagens secundários da coleção da qual Woody faz parte foram inspirados nos filmes de faroeste dos anos 40 e 50 e nos programas de televisão infantis com marionetes, tais como Four Feather Falls, Hopalong Cassidy e Howdy Doody. O desenvolvimento de Jessie foi incentivado pela esposa de Lasseter, Nancy, que o pressionou a incluir na sequência uma personagem feminina forte, a qual tivesse mais relevância que Bo Peep. Enquanto o filme original se passava em um espaço básico e limitado, com a ação ocorrendo apenas em duas casas residenciais, Toy Story 2 foi definido pelo editor Lee Unkrich como algo "mais amplo e desorganizado".
Para que o projeto se tornasse viável para os cinemas, Lasseter precisaria adicionar 12 minutos ou mais de material e fortalecer o que já estava pronto. A criação desse material extra seria um desafio, visto que não poderia ser um mero acréscimo de cenas — deveria parecer como se sempre tivesse estado no roteiro, uma parte orgânica do filme. Com a data de entrega do longa programada para menos de um ano, Lasseter ligou para Stanton, Docter, Joe Ranft e alguns profissionais da Disney, convidando-os para passar um fim de semana em sua casa. Com a ajuda desse grupo, o diretor afirmou ter concebido o "ápice da história", um exercício intenso de elaboração de roteiro que resultou na finalização da história em apenas dois dias.
De volta ao escritório naquela segunda-feira, Lasseter reuniu executivos da empresa em uma sala de exibição e lhes mostrou uma versão revisada de Toy Story 2. Elementos da história foram reciclados a partir de rascunhos originais do primeiro Toy Story. A sequência de abertura do primeiro longa-metragem apresentava um desenho animado de Buzz Lightyear na televisão, o que evoluiu para o jogo eletrônico desse personagem que seria mostrado em Toy Story 2. Uma cena deletada da obra original, em que Woody tinha um pesadelo no qual era jogado em uma lata de lixo, foi incorporada de forma mais suavizada para descrever o medo de Woody de perder Andy. A ideia de incluir entre os novos personagens um pinguim de brinquedo com um apito quebrado também ressurgiu de uma versão inicial de Toy Story.

### Animação
À medida que a história se aproximava do estágio de produção no início de 1997, não estava claro se a Pixar produziria o filme, visto que toda a sua equipe de 300 profissionais estava ocupada trabalhando em A Bug's Life, cujo lançamento estava previsto para 1998. O Interactive Products Group, com uma equipe de 95 pessoas, tinha seus próprios animadores, departamento de arte e engenheiros. Sob intensa pressão de tempo, eles lançaram em CD-ROM dois títulos de sucesso no ano anterior – Disney's Animated Storybook: Toy Story e The Toy Story Activity Center. No intervalo entre o lançamento dos dois produtos, o grupo criou outras animações originais e o próprio Toy Story. Steve Jobs tomou a decisão de encerrar a operação dos jogos de computador e a equipe se tornou o núcleo inicial da equipe de produção de Toy Story 2.
Antes de passar de filme direto para vídeo para um longa-metragem, a equipe de Toy Story 2 isolou-se em um prédio novo e bem separado do resto da empresa por trilhos de trem. "Éramos [a equipe de] um filme menor e estávamos trabalhando em nossa própria caixinha," disse a co-produtora Karen Jackson. Lasseter analisou atentamente todas as cenas que já haviam sido animadas e solicitou ajustes em todas. O filme reutilizou elementos digitais de Toy Story, porém, fiel à "cultura predominante do perfeccionismo" da empresa, "reutilizou menos de Toy Story do que se poderia esperar". Modelos de personagens receberam grandes atualizações internamente e sombreadores passaram por revisões a fim de se obter melhorias sutis. A equipe emprestou livremente modelos de outras produções, tais como Geri do curta-metragem Geri's Game, lançado pela Pixar em 1997, que se tornou o Restaurador em Toy Story 2. O supervisor de animação Glenn McQueen inspirou os animadores a fazer um trabalho espetacular no curto espaço de tempo que foi dado, atribuindo diferentes tomadas a animadores distintos, com o propósito de se adequar aos pontos fortes de cada profissional.
Durante a produção do longa-metragem original, a equipe teve o cuidado de criar os cenários trabalhando dentro das limitações da tecnologia disponível na época. No momento da produção de Toy Story 2, a tecnologia já havia avançado o suficiente para permitir tomadas de câmera mais complicadas em relação ao que foi possível criar no primeiro filme. Ao fazer a continuação, a equipe da Pixar não queria se afastar muito do visual de Toy Story, mas a empresa desenvolveu muitos softwares novos desde que o primeiro filme foi concluído. Para conseguir a poeira visível depois que Woody é colocado em uma prateleira, a equipe enfrentou o desafio de animar a poeira, uma tarefa incrivelmente difícil. Depois de muita experimentação, uma pequena partícula de poeira foi animada e o computador distribuiu essa imagem por toda a prateleira. Na versão completa da cena, mais de dois milhões de partículas de poeira foram aplicadas sobre a prateleira.

### Controvérsia e produção problemática
| “ | "Quando passamos de um filme direto para vídeo para um longa-metragem de cinema e nos foi dado um prazo para terminar esse filme, a pressão realmente aumentou. Esqueça de ver sua família, esqueça de fazer qualquer coisa. Depois que tomamos aquela decisão [de cumprir o cronograma previsto], foi tipo, 'Ok, você tem uma data de lançamento. Você precisa cumprir essa data de lançamento. Você precisa realizar essa exibição.' | ” |

A Disney ficou insatisfeita com o ritmo de trabalho no filme e determinou, em junho de 1997, que o produtor Guggenheim fosse substituído, ao que a Pixar acatou a solicitação. Em razão disso, Karen Jackson e Helene Plotkin, então produtoras associadas, assumiram a função de coprodutoras. Lasseter permaneceu totalmente ocupado com a produção de A Bug's Life até a finalização do mesmo em meados daquele ano. Uma vez disponível, ele assumiu a direção da sequência de Toy Story e trouxe Lee Unkrich como codiretor para o projeto. Unkrich, que também acabara de trabalhar como supervisor de edição de A Bug's Life, voltou sua atenção para o layout e a cinematografia, ao passo que Brannon seria creditado como codiretor.
Em novembro de 1997, os executivos da Disney Joe Roth e Peter Schneider visualizaram os rolos da história do filme, com algumas animações finalizadas, em uma sala de projeção da Pixar. Eles ficaram impressionados com a qualidade do trabalho e se interessaram em lançar Toy Story 2 nos cinemas. Além do inesperado calibre artístico, havia outras razões que tornavam mais atraente a ideia do lançamento no circuito cinematográfico. A economia de um lançamento direto para vídeo da Pixar não estava funcionando tão bem quanto se esperava, em função dos salários mais altos da equipe. Depois das negociações, Jobs e Roth chegaram a um acordo pelo qual a divisão de custos e lucros de Toy Story 2 seguiria o modelo de um contrato pelo qual as duas empresas firmavam parceria para a produção de mais cinco novos filmes — mas Toy Story 2 não entraria nessa contagem. A Disney havia negociado no contrato cinco produções originais, não sequências, garantindo assim um conjunto de cinco novos personagens para seus parques temáticos e mercadorias. Jobs reuniu a equipe e anunciou a mudança de planos para o filme em 5 de fevereiro de 1998.
O trabalho feito no filme até aquele momento foi quase perdido em 1998, quando um dos animadores, ao limpar rotineiramente alguns arquivos, acidentalmente iniciou uma exclusão da pasta raiz nos servidores internos da Pixar. O diretor técnico associado Oren Jacob foi um dos primeiros a perceber que os modelos de personagens haviam desaparecido de seus trabalhos em andamento. Eles desligaram os servidores de arquivos, mas perderam 90% dos últimos dois anos de trabalho, uma vez que os backups haviam falhado algum tempo antes. O filme foi salvo quando a diretora técnica Galyn Susman, que trabalhava em casa para cuidar de seu filho recém-nascido, revelou que tinha backups da obra em seu computador. A equipe da Pixar conseguiu recuperar quase todo o trabalho perdido, exceto o que se produziu nos últimos dois dias antes do incidente, permitindo que a produção do longa-metragem prosseguisse.
Muitos funcionários da equipe criativa da Pixar não estavam satisfeitos com o resultado da sequência. Ao retornar da promoção de A Bug's Life na Europa, Lasseter assistiu aos rolos de desenvolvimento e concordou que Toy Story 2 não estava funcionando. Os profissionais da Pixar reuniram-se com os executivos da Disney e afirmaram que o filme deveria ser refeito. A Disney discordou e observou que a Pixar não teria tempo o suficiente para refazer a obra antes de data de lançamento estabelecida. A equipe da Pixar decidiu que eles não poderiam permitir que o filme fosse lançado no estado em que se encontrava, e solicitaram que Lasseter assumisse a produção. Ele concordou e convocou a equipe criativa do primeiro filme para reconstruir a história. Para cumprir o prazo determinado pela Disney, a Pixar teve que completar o filme inteiro em nove meses.
Unkrich, preocupado com o pouco tempo restante, perguntou a Jobs se a data de lançamento poderia ser adiada. Jobs explicou que não havia escolha, presumivelmente referindo-se aos licenciados e parceiros de mercadologia, os quais já preparavam brinquedos e promoções. Brannon concentrou-se em desenvolvimento, história e animação, ao passo que Lasseter ficou encarregado da arte, modelagem e animação e Unkrich supervisionou editorial e layout. Na intenção de assegurarem-se de que todos estivessem progredindo na mesma direção, eles reuniam-se diariamente para discutir seus resultados entre si, o que levava à sobreposição dos limites de suas responsabilidades.
Como era comum aos longas-metragens da Pixar, a produção tornou-se difícil conforme a data de entrega se aproximava e as horas inevitavelmente se tornavam mais longas. Ainda assim, Toy Story 2 surpreendeu por seu cronograma de produção bastante comprimido. Enquanto o trabalho árduo e as longas horas eram comuns à equipe até aquele ponto (especialmente para Lasseter), a pressão e o trabalho a toda velocidade, por meses seguidos, tiveram seu preço. O excesso de trabalho levou ao desenvolvimento de síndrome do túnel cárpico em alguns animadores e de lesão por esforço repetitivo em outros. Catmull divulgou mais tarde que "um terço do pessoal" acabou com alguma forma de L.E.R no momento em que o filme foi finalizado. A Pixar não encorajou longas horas e, de fato, aprovando ou desaprovando horas extras, estabeleceu limites para o tempo de trabalho ao qual os funcionários poderiam se dedicar. As compulsões autoimpostas dos profissionais, na tentativa de se sobressair, acabavam superando quaisquer outras restrições e eram especialmente comuns entre os funcionários mais jovens. Em certa ocasião, um animador havia esquecido de deixar seu filho na creche pela manhã e, em um lapso mental, esqueceu o bebê no banco traseiro do carro no estacionamento. "Embora a ação rápida dos socorristas tenha evitado o pior, o incidente se tornou um terrível indicador de que alguns membros da equipe estavam trabalhando demais", escreveu David Price em seu livro The Pixar Touch (2008).

## Trilha sonora

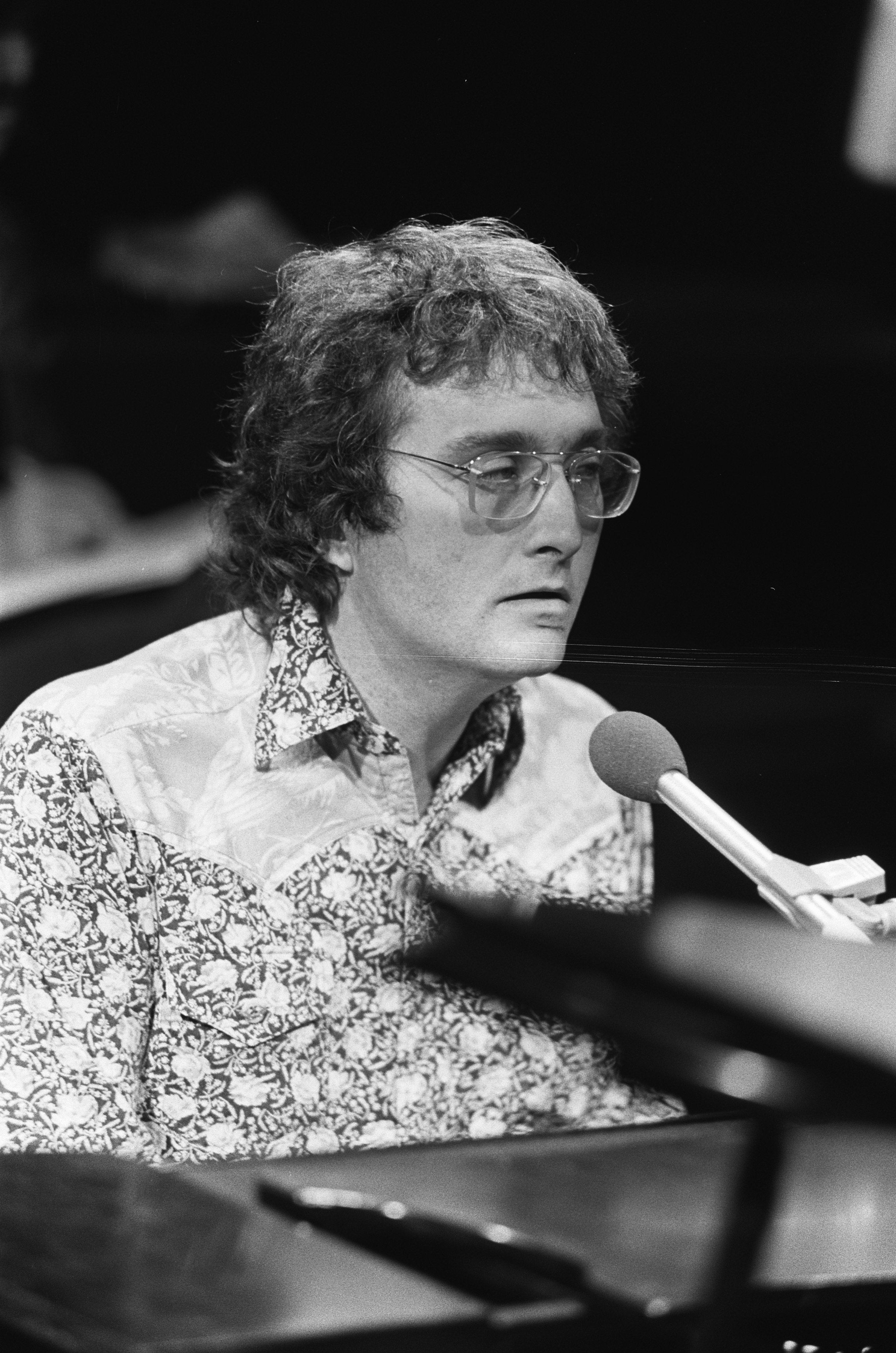
A trilha sonora do filme, assim como a da obra original, foi composta por Randy Newman. Foto de 1975

Toy Story 2: An Original Walt Disney Records Soundtrack é o álbum com a trilha sonora original de Toy Story 2, composta por Randy Newman, lançado em 9 de novembro de 1999 pela Walt Disney Records. Embora encontre-se fora de catálogo nos Estados Unidos, o CD continua sendo importado para o país e todas as canções, exceto uma, foram disponibilizadas digitalmente.
Newman escreveu duas novas canções para Toy Story 2, bem como a trilha sonora original completa. A primeira delas foi "When She Loved Me", interpretada por Sarah McLachlan e usada durante a montagem em flashback que mostra Jessie passando pela experiência de ser amada, esquecida e, finalmente, abandonada por sua dona, Emily. A outra canção, "Woody's Roundup", interpretada pela banda de country Riders in the Sky, é a música-tema do programa de televisão homônimo (em português, O Rodeio do Woody), o qual é protagonizado na trama pelo boneco caubói.
O longa-metragem contém ainda a canção assinatura da obra original, "You've Got a Friend in Me", cantada por Tom Hanks e Robert Goulet, em dois diferentes momentos do filme.

### Lista de faixas
Todas as faixas escritas e compostas por Randy Newman. 
| N.º            | Título                                                                          | Duração |  |
| 1.             | "Woody's Roundup" (Interpretada por Riders in the Sky)                          | 1:53    |  |
| 2.             | "When She Loved Me" (Interpretada por Sarah McLachlan)                          | 3:05    |  |
| 3.             | "You've Got a Friend in Me" (Interpretada por Robert Goulet)                    | 2:56    |  |
| 4.             | "Zurg's Planet"                                                                 | 3:39    |  |
| 5.             | "Wheezy and the Yard Sale"                                                      | 3:11    |  |
| 6.             | "Woody's Been Stolen"                                                           | 1:28    |  |
| 7.             | "Chicken Man"                                                                   | 1:17    |  |
| 8.             | "Woody's Dream"                                                                 | 3:55    |  |
| 9.             | "Jessie and the Roundup Gang"                                                   | 1:24    |  |
| 10.            | "Woody's a Star"                                                                | 1:28    |  |
| 11.            | "Let's Save Woody"                                                              | 2:07    |  |
| 12.            | "Off to the Museum"                                                             | 1:29    |  |
| 13.            | "Talk to Jessie"                                                                | 0:43    |  |
| 14.            | "The Cleaner"                                                                   | 1:50    |  |
| 15.            | "Al's Toy Barn"                                                                 | 4:00    |  |
| 16.            | "Emperor Zurg vs. Buzz"                                                         | 2:41    |  |
| 17.            | "Use Your Head"                                                                 | 4:18    |  |
| 18.            | "Jessie's in Trouble"                                                           | 2:14    |  |
| 19.            | "Ride Like the Wind"                                                            | 1:29    |  |
| 20.            | "You've Got a Friend in Me (Instrumental Version)" (Interpretada por Tom Scott) | 2:59    |  |
| Duração total: | Duração total:                                                                  | 47:06   |  |

### Recepção
Heather Phares, em revisão publicada no Allmusic, considerou o álbum "uma coleção emotiva e divertida para um filme divertido e aventureiro" e atribuiu-lhe três de cinco estrelas possíveis. Escrevendo para a revista Empire, Neil Jeffries também classificou o lançamento com três estrelas de cinco e observou que a trilha musical certamente não apela às crianças pequenas, mas provavelmente é capaz de atrair a atenção das mais velhas e dos adultos que "cresceram assistindo a Tom e Jerry".
O site Filmtracks, especializado em trilhas sonoras contemporâneas, deu ao álbum uma nota 3/5 e enfatizou os indicadores estilísticos de Newman, como homenagens às composições clássicas da Warner Brothers, imitações de ritmos de faroeste e paródias de música clássica e de ficção científica. Por outro lado, o site ressaltou que a partitura é agradável e eficaz enquanto o espectador a aprecia, mas que é facilmente esquecível após sua execução, uma vez que "parece ter acabado sem um propósito aparente", o que contribui para a "ausência de uma identidade clara com o produto".
Em 18 de dezembro de 1999, a trilha alcançou a posição 111 na parada musical Billboard 200. "When She Loved Me" recebeu em 2001 o Grammy de Melhor canção escrita especialmente para filme ou televisão, além de ter sido indicada ao Oscar de Melhor Canção Original na cerimônia de 2000, embora a obra vencedora do prêmio tenha sido "You'll Be in My Heart", composta por Phil Collins para Tarzan, outro filme animado da Disney.

## Lançamento
Em 12 de novembro de 1999, a Pixar promoveu uma exibição especial do filme aos estudantes da CalArts, em reconhecimento aos laços da escola com Lasseter e pelos mais de 40 ex-alunos da instituição que trabalharam na produção do longa-metragem. Os estudantes ficaram cativados pela obra. O filme estreou oficialmente no dia seguinte no El Capitan Theatre em Los Angeles — o mesmo local em que Toy Story teve sua estreia — e foi lançado comercialmente nos Estados Unidos em 24 de novembro de 1999. Os primeiros lançamentos de Toy Story 2 nos cinemas e em formato caseiro incluíam Luxo Jr., o primeiro curta-metragem da Pixar, lançado em 1986 e protagonizado pelo personagem que tornar-se-ia o mascote da empresa. Antes da exibição de Luxo Jr., aparecia um texto na tela onde se lia: "Em 1986, a Pixar Animation Studios produziu seu primeiro filme. E é por isso que temos uma luminária em nosso logo.".

### Relançamentos
Em 2009, Toy Story e Toy Story 2 foram convertidos para 3D e receberam um relançamento limitado nos cinemas durante duas semanas, sendo a exibição expandida devido ao seu sucesso. Lasseter afirmou: "Os filmes e personagens de Toy Story sempre ocuparão um lugar muito especial em nossos corações e estamos muito empolgados em trazer esse filme histórico de volta para o público apreciá-lo de uma forma totalmente nova, graças à mais recente tecnologia 3D. Com Toy Story 3 trazendo outra grande aventura para Buzz, Woody e a turma do quarto do Andy, achamos que seria ótimo deixar o público experimentar de novo os dois primeiros filmes e de uma maneira totalmente diferente.".
A conversão dos filmes para 3D exigiu que os animadores revisitassem os dados originais do computador e virtualmente colocassem uma segunda câmera em cada cena, criando visões do olho esquerdo e do olho direito necessárias para alcançar a percepção de profundidade. Exclusivo da animação por computação gráfica, Lasseter se referiu a esse processo como "arqueologia digital". Bob Whitehill, estereógrafo principal, supervisionou esse processo e procurou alcançar um efeito que impactasse a narrativa emocional do filme. Demorou quatro meses para que os dados antigos fossem restaurados e colocados em funcionamento. Dessa forma, o processo de adição de 3D a cada um dos filmes levou doze meses para ser finalizado.
O relançamento duplo ocorreu em 2 de outubro de 2009, em 1 745 cinemas e arrecadou 12,5 milhões de dólares em seu fim de semana de abertura, ficando em terceiro lugar nas bilheterias. As exibições foram finalizadas em 5 de novembro de 2009, com uma arrecadação mundial de 32,3 milhões de dólares. Ao contrário de outros países, o Reino Unido e a Argentina receberam os filmes em 3D como lançamentos separados. Toy Story 2 foi lançado em 22 de janeiro de 2010 no Reino Unido e em 18 de fevereiro de 2010 na Argentina.

### Mídia doméstica
Toy Story 2 foi lançado nos formatos VHS e DVD individual, e também em DVD de embalagem dupla juntamente com Toy Storyem 17 de outubro de 2000. Naquele mesmo dia, foi lançado o box set
"Ultimate Toy Box" (U.T.B.), contendo o primeiro e segundo filmes e um terceiro disco de materiais bônus. Os lançamentos padronizados em VHS, DVD, DVD de embalagem dupla e o "Ultimate Toy Box" retornaram ao cofre da Disney em 1 de maio de 2003. Em 26 de dezembro de 2005, a sequência foi relançado como uma edição especial de 2 discos no formato widescreen, juntamente com a edição de 10º Aniversário do primeiro filme, disponibilizada em 6 de setembro de 2005. Ambas as edições retornaram ao cofre da Disney em 31 de janeiro de 2009.
Uma breve controvérsia envolveu cerca de 1 000 cópias da edição "Ultimate Toy Box" que foram enviadas paras as lojas da Costco. Tais cópias continham uma cena do filme Alta Fidelidade (2000), de classificação R, apresentada no meio da animação. A cena em questão envolvia o uso da palavra "fuck" várias vezes e provocou uma série de reclamações dos consumidores, fazendo com que a Costco posteriormente recolhesse das prateleiras as unidades defeituosas e as substituísse. De acordo com a Technicolor, fabricante dos discos, o problema foi causado por um erro de "mixagem de conteúdo" e afetou apenas as cópias do U.T.B. - unidades de Toy Story 2 incluídas na embalagem dupla não foram afetadas pelo erro de fabricação. Segundo a Buena Vista Home Entertainment, menos de 1% dos discos disponibilizados apresentavam a falha.
O filme foi disponibilizado pela primeira vez no formato Blu-ray em uma edição de pacote especial lançada em 23 de março de 2010, juntamente com o primeiro filme. Em 1 de novembro de 2011, os três primeiros filmes da franquia foram relançados, cada um em um pacote combo nos formatos DVD/Blu-ray/Blu-ray 3D/Digital Copy (quatro discos para os dois primeiros filmes e cinco para o terceiro).

## Recepção

### Bilheteria
O longa-metragem foi tão bem sucedido comercialmente quanto o seu antecessor. Foi o filme de animação mais lucrativo de 1999, faturando 245 852 179 dólares na América do Norte e 251 514 690 milhões em outros países, obtendo um total mundial de 497 366 869, o que superou por uma margem significativa todos os lançamentos anteriores da Pixar. Tornou-se o segundo filme de animação de maior bilheteria da história do cinema, atrás apenas de O Rei Leão (1994).
Toy Story 2 estreou em 3 236 cinemas durante o fim de semana de Ação de Graças nos Estados Unidos e ficou em primeiro lugar entre os filmes mais vistos, totalizando 57 388 839 dólares, arrecadando 17 734 por cinema em três dias. O longa faturou um total de 80 481 962 dólares desde o seu lançamento e permaneceu em primeiro lugar pelos próximos dois fins de semanas. No dia de Ano Novo, arrecadou mais de 200 milhões de dólares somente nos Estados Unidos e acabou se tornando o terceiro filme mais visto de 1999, superando em muito a bilheteria do primeiro longa-metragem da série. O website Box Office Mojo estima que o filme tenha vendido mais de 47,8 milhões de ingressos na América do Norte.

### Crítica
O filme recebeu ótimas críticas em todos os países em que foi exibido. A maior parte dos críticos especializados o considerou uma sequência que se igualou à obra original ou até mesmo que a superou em termos de qualidade. O The Hollywood Reporter declarou que "Toy Story 2 faz o que poucas sequências fazem", ressaltando que "em vez de essencialmente refazer o filme anterior e considerá-lo uma sequência, a equipe criativa, liderada pelo diretor John Lasseter, investiga mais profundamente seus personagens, mantendo o espírito divertido do filme original."
No website Rotten Tomatoes, agregador de críticas cinematográficas, o filme é aprovado por 100% dos críticos, com base em 164 avaliações, o que equivale a uma classificação média de 8,64/10. Diz o consenso crítico do site: "A rara sequência que, sem dúvida, supera seu antecessor, Toy Story 2 usa histórias inventivas, animações incríveis e um elenco talentoso para oferecer outra rica experiência cinematográfica para todas as idades.". O longa-metragem está em 68º lugar na "Lista de Filmes Melhor Avaliados" do Rotten Tomatoes e é o terceiro filme de animação melhor avaliado. No Metacritic, a película tem uma nota média de 88, com base em 100 avaliações, o que indica "aclamação universal". O público que colabora com a empresa de pesquisa de mercado CinemaScore deu ao longa-metragem uma nota "A+" (pontuação máxima) em uma escala de A a F, o que o coloca na restrita lista de filmes melhor avaliados da empresa.
Em sua resenha publicada no Chicago Sun-Times, o crítico Roger Ebert deu três estrelas e meia ao filme de quatro possíveis e afirmou: "Esqueci qualquer coisa relacionada à brinquedos há muito tempo, e Toy Story 2 me fez recordá-los." Escrevendo para o Los Angeles Times, Kenneth Turan comentou: "Toy Story 2 pode não ter o título mais original, mas tudo o mais a respeito dele é, digamos, perfeito em comparação ao original". À Entertainment Weekly, Lisa Schwarzbaum afirmou: "É um ótimo e inteligente entretenimento, tão maravilhoso quanto sábio.". Após assistir ao filme, o animador Chuck Jones escreveu uma carta para Lasseter, chamando o filme de "maravilhoso" e "lindamente animado", ressaltando que o diretor de Toy Story 2 "estava promovendo a causa da animação clássica de uma maneira nova e eficaz." Lasseter, admirador pessoal de Jones, tem a carta emoldurada em sua casa.

### Reconhecimento
Toy Story 2 recebeu vários prêmios e nomeações, incluindo a vitória de sete Annie Awards, em 2000. O primeiro foi recebido pela Pixar por Melhor filme de animação. O Annie Award de Melhor diretor em filme de animação foi concedido a John Lasseter, Lee Unkrich e Ash Brannon, ao passo que Randy Newman venceu o Annie Awards de Melhor música em filme de animação, pela canção "When She Loved Me". O elenco de vozes também foi reconhecido na cerimônia de premiação do Annie, com Joan Cusack e Tim Allen vencendo, respectivamente, os prêmios de Melhor dublagem feminina e Melhor dublagem masculina em filme de animação. O último Annie foi concedio a Lasseter, Pete Docter, Brannon, Andrew Stanton, Rita Hsiao, Doug Chamberlin e Chris Webb por Melhor roteiro em filme de animação.
O longa-metragem em si também venceu muitos prêmios, incluindo o Blockbuster Entertainment Award de Melhor filme família (apenas internet), o Critics' Choice Award de Melhor filme de animação, o Bogey Award e o Globo de Ouro de melhor filme de comédia ou musical. Junto com seus outros prêmios, Randy Newman e sua canção "When She Loved Me" receberam o Grammy de Melhor canção escrita para cinema, televisão ou outra mídia visual. Na cerimônia do Prêmio Satellite, Toy Story 2 venceu o Golden Satellite de Melhor longa-metragem, animação ou mídia mista, "When She Loved Me" venceu o Golden Satellite de Melhor canção original, recebido por Sarah McLachlan, além de um Satellite Oustanding Youth DVD ter sido concedido à edição especial de dois discos do DVD do filme.

| Prêmios | Prêmios                                   | Prêmios                                                                    | Prêmios | Prêmios   |
| Ano     | Prêmio                                    | Categoria                                                                  | Nomeação | Resultado |
| ------- | ----------------------------------------- | -------------------------------------------------------------------------- | --- | --------- |
| 2000    | Prêmios ASCAP Film and Television Music   | Prêmio de maior bilheteria de 2000                                         | Randy Newman                                                                                                  | Venceu    |
| 2000    | Oscar                                     | Melhor canção original                                                     | Randy Newman (por "When She Loved Me")                                                                        | Indicado  |
| 2000    | Prêmio Saturno                            | Melhor filme de fantasia                                                   | | Indicado  |
| 2000    | Prêmio Saturno                            | Melhor música                                                              | Randy Newman                                                                                                  | Indicado  |
| 2000    | Annie Awards                              | Melhor filme de animação                                                   | Helene Plotkin e Karen Robert Jackson                                                                         | Venceu    |
| 2000    | Annie Awards                              | Melhor animação de personagens                                             | Doug Sweetland                                                                                                | Indicado  |
| 2000    | Annie Awards                              | Melhor diretor em filme de animação                                        | John Lasseter, Lee Unkrich e Ash Brannon                                                                      | Venceu    |
| 2000    | Annie Awards                              | Melhor música em filme de animação                                         | Randy Newman                                                                                                  | Venceu    |
| 2000    | Annie Awards                              | Melhor design de produção em filme de animação                             | William Cone e Jim Pearson                                                                                    | Indicado  |
| 2000    | Annie Awards                              | Melhor storyboard em filme de animação                                     | Dan Jeup e Joe Ranft                                                                                          | Venceu    |
| 2000    | Annie Awards                              | Melhor dublagem feminina em filme de animação                              | Joan Cusack                                                                                                   | Venceu    |
| 2000    | Annie Awards                              | Melhor dublagem masculina em filme de animação                             | Tim Allen | Venceu    |
| 2000    | Annie Awards                              | Melhor roteiro em filme de animação                                        | John Lasseter, Pete Docter, Ash Brannon, Andrew Stanton, Rita Hsiao, Doug Chamberlain e Chris Webb            | Venceu    |
| 2000    | Blockbuster Entertainment Awards          | Melhor filme família (apenas internet)                                     | | Venceu    |
| 2000    | Bogey Awards                              | Bogey Award                                                                | | Venceu    |
| 2000    | Broadcast Film Critics Association Awards | Melhor filme de animação                                                   | John Lasseter, Lee Unkrich e Ash Brannon                                                                      | Venceu    |
| 2000    | Casting Society of America                | Melhor elenco de voice-over animado – Longa-metragem                       | Ruth Lambert                                                                                                  | Indicado  |
| 2000    | Globo de Ouro                             | Melhor filme de comédia ou musical                                         | | Venceu    |
| 2000    | Globo de Ouro                             | Melhor Canção Original                                                     | Randy Newman (por "When She Loved Me")                                                                        | Indicado  |
| 2000    | Kids' Choice Awards                       | Filme favorito                                                             | | Indicado  |
| 2000    | Kids' Choice Awards                       | Voz favorita em filme de animação                                          | Tim Allen | Indicado  |
| 2000    | Kids' Choice Awards                       | Voz favorita em filme de animação                                          | Tom Hanks | Indicado  |
| 2000    | MTV Movie Awards                          | Melhor dupla                                                               | Tim Allen e Tom Hanks                                                                                         | Indicado  |
| 2000    | Motion Picture Sound Editors              | Melhor edição de som – Filme de animação                                   | Michael Silvers, Mary Helen Leasman, Shannon Mills, Teresa Eckton, Susan Sanford, Bruce Lacey e Jonathan Null | Indicado  |
| 2000    | Motion Picture Sound Editors              | Melhor edição de som, música – Animação                                    | Bruno Coon e Lisa Jaime                                                                                       | Indicado  |
| 2000    | Online Film Critics Society               | Melhor filme                                                               | | Indicado  |
| 2000    | Online Film Critics Society               | Melhor roteiro original                                                    | Andrew Stanton, Rita Hsiao, Doug Chamberlain e Chris Webb                                                     | Indicado  |
| 2000    | Prêmios Satellite                         | Melhor longa-metragem, animação ou mídia mista                             | | Indicado  |
| 2000    | Prêmios Satellite                         | Melhor canção original                                                     | Sarah McLachlan (por "When She Loved Me")                                                                     | Indicado  |
| 2000    | Young Artist Awards                       | Melhor filme família – Animação                                            | | Venceu    |
| 2001    | Grammy Awards                             | Melhor canção escrita para cinema, televisão ou outra mídia visual         | Randy Newman (por "When She Loved Me")                                                                        | Venceu    |
| 2001    | Grammy Awards                             | Melhor álbum de trilha sonora para cinema, televisão ou outra mídia visual | Randy Newman                                                                                                  | Indicado  |
| 2001    | Grammy Awards                             | Melhor desempenho country de uma dupla ou grupo com vocal                  | Riders in the Sky (por "Woody's Roundup")                                                                     | Indicado  |
| 2005    | Prêmios Satellite                         | Outstanding Youth DVD (2-Disc Special Edition)                             | | Venceu    |

Além disso, a obra foi reconhecida em três listas divulgadas pelo American Film Institute. O personagem Buzz Lightyear foi indicado como um dos heróis da Lista dos 100 maiores heróis e vilões do cinema (2003); "When She Loved Me" recebeu indicação para a Lista das melhores canções de filmes estadunidenses (2004); e, finalmente, o longa-metragem em si foi indicado como o melhor filme de animação na lista AFI's 10 Top 10 (2008), que homenageia os dez maiores filmes norte-americanos em dez gêneros cinematográficos clássicos.

## Temas e análises

Momento em que Jessie revela a Woody a história do abandono que sofreu no passado. Aponta-se essa cena como analogia do medo da criança de ser abandonada pelo adulto ou vice-versa

Críticos e estudiosos têm analisado a série de filmes Toy Story e, no que concerne ao segundo longa-metragem, alguns dos temas mais enfatizados são a perda da infância e o amadurecimento do indivíduo. O crítico Peter Bradshaw publicou duas análises sobre a obra no The Guardian, nas quais expressou pontos de vistas opostos a respeito da cena em que é cantada a canção "When She Loved Me" e revelada a história de como Jessie foi abandonada por sua dona, Emily. Na primeira revisão, escrita em 2000, Bradshaw comentou que a passagem evoca um dilema brilhante que torna a dependência dos brinquedos em relação às crianças uma analogia perturbadora da assustadora relação das crianças com os adultos, de modo que a música seria sobre a criança com medo de ser abandonada pelo adulto, ressaltando a fraqueza e a vulnerabilidade decorrentes disso. Em 2010, após ter se tornado pai, o crítico publicou uma nova análise sobre a cena, após revê-la junto a seu filho, na qual comentou: "Agora, como pai, a verdade me atingiu na cara. Eu entendi errado. A música de Jessie é sobre o medo do adulto de ser abandonado pela criança. Seus filhos vão brincar felizes com você enquanto eles são bebês e crianças pequenas, mas eles crescem. [...] À medida que se tornam adultos, [o relacionamento com eles] torna-se mais gratificante. Porém, nunca mais haverá aquela brincadeira inocente completa, e uma parte de você acabará, como a vaqueira Jessie, deixada debaixo da cama da criança, esquecida."
Steven Padnick, em artigo publicado na revista online de ficção científica e fantasia Tor.com, observa que Toy Story 2 é o primeiro filme da Pixar a apresentar o leitmotiv da paternidade, enfatizado o cuidado e o desapego, que seria mais explorado em produções como Monsters, Inc., Finding Nemo, The Incredibles, Up e, principalmente, Toy Story 3. Os medos e anseios de Woody — sua vontade de estar perto da criança que ama e o temor pelo dia em que ela o abandonará — refletem as preocupações de um pai para com seu filho. Em vários aspectos, Woody é o modelo masculino de Andy (no lugar de um pai visivelmente ausente). Andy se veste como um caubói, tem lençóis de caubói e vai para um acampamento de vaqueiros e Woody investe profundamente na felicidade e sucesso do garoto. Além disso, os dois momentos em que o Mineiro prevê que Andy esquecerá Woody — ao ir para a faculdade e para a lua de mel — são  dois momentos em que um jovem tradicionalmente deixa sua família. Segundo o autor, trata-se do primeiro filme do estúdio que mostra a genialidade da empresa, uma vez que normalmente os filmes família têm histórias para as crianças e piadas que apenas adultos entendem, ao passo que as obras da Pixar, em suas aventuras fantásticas para as crianças, contam histórias que falam diretamente das experiências dos adultos.
Em texto publicado na revista Superinteressante, a jornalista e editora Giselle Hirata ressaltou que a trilogia seria, na realidade, uma análise sobre o fim definitivo da infância que mostra que crescer traz uma sensação de conquista e, ao mesmo tempo, de perda. Buzz Lightyear representaria uma ponte entre o real e o imaginário, a qual a criança precisa cruzar várias vezes durante seu processo de amadurecimento; isso fica subtendido no fato de Buzz acreditar que é um astronauta real no primeiro filme, ser substituído por um clone com a mesma crença no segundo e ser reprogramado de modo a voltar a acreditar nisso no terceiro, simbolizando que a fantasia tem começo meio e fim e é substituída por outra quando acaba. Além disso, a autora observa dois contrapontos em Toy Story 2: Woody descobre que é raro, enquanto Buzz descobre que há muitos outros como ele e isso pode ser entendido como mais uma lição do amadurecimento: conforme explora o mundo exterior – tal qual os brinquedos no resgate de Woody – a criança aprende que há várias como ela, cabendo aos pais reforçar que ela é única e especial.

## Produtos derivados e sequências
Em novembro de 1999 foi lançado Toy Story 2: Buzz Lightyear to the Rescue, um jogo eletrônico para PC, PlayStation, Nintendo 64 e Dreamcast. O jogo apresentava as vozes do elenco original e clipes do filme como introdução aos níveis. Uma vez conquistados, tais clipes poderiam ser visualizados a critério do jogador. Também foi lançado um jogo de Toy Story 2 para Game Boy Color.
O longa-metragem foi seguido por Toy Story 3, lançado em 2010. Na trama do terceiro filme, os brinquedos de Andy são acidentalmente doados para uma creche, enquanto o jovem se prepara para ir para a faculdade. Uma nova sequência, Toy Story 4, será lançado em 21 de junho de 2019.